# Högspänning

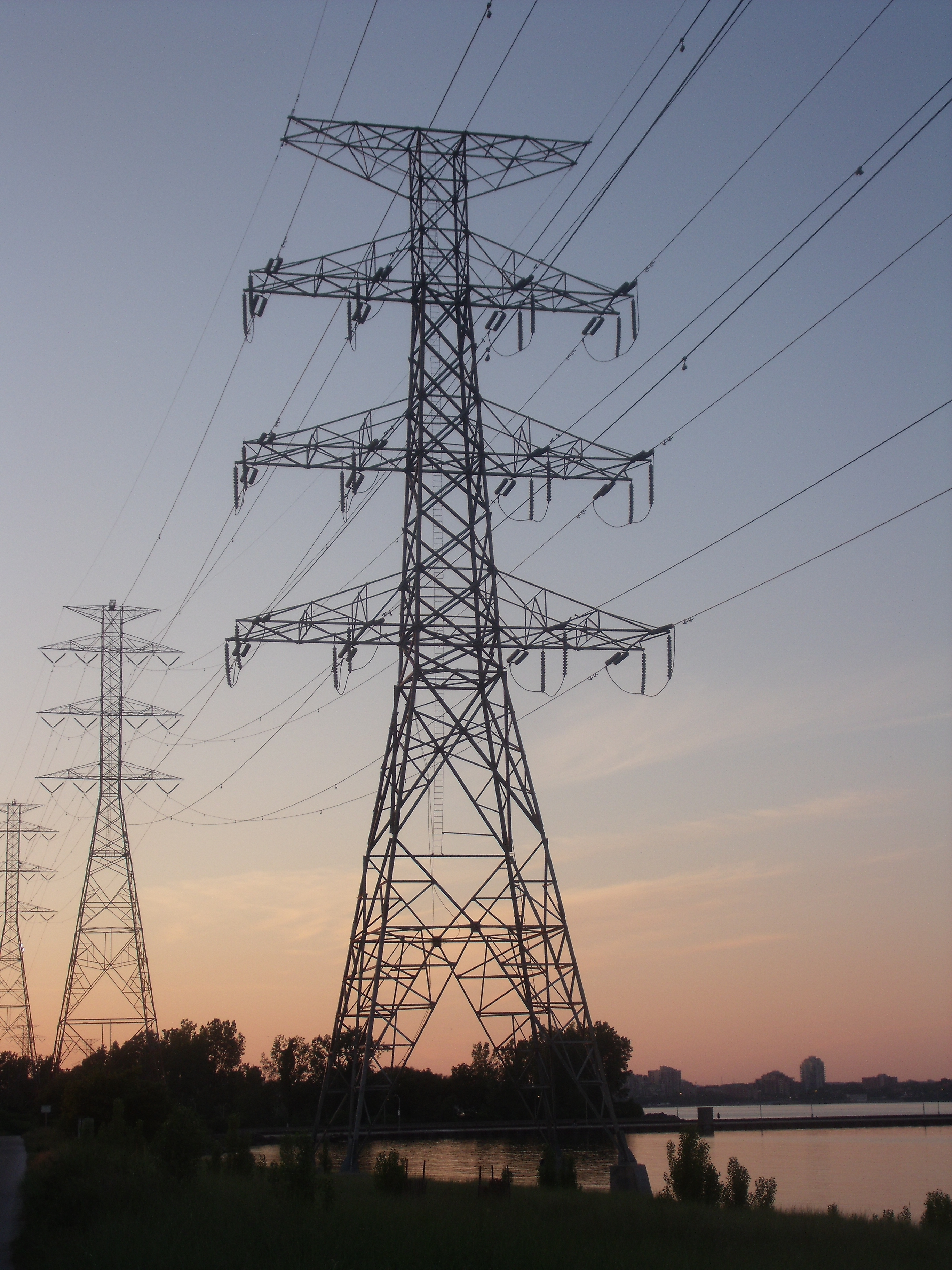
Högspänningsledning

Högspänning är, enligt svenska elsäkerhetsbestämmelser, elektrisk spänning större än 1 000 V växelspänning eller 1 500 V likspänning. I elektriska anläggningar är högspänning alltid livsfarlig. Ett exempel på högspänningsledningar är kontaktledningar för järnvägsdrift på Trafikverkets spåranläggningar. Dessa är spänningssatta med 15 kV  (15 000 V) växelspänning.
Inom elindustrin kan högspänningen indelas i följande undergrupper:
Mellanspänning (Msp) 6 - 36 kV
Högspänning (Hsp) 42 - 170 kV
Extra hög spänning (Ehv) > 170 kV
Inom bilindustrin förekommer begreppet högspänning (high voltage) för spänningar över 60 V likspänning eller 30 V växelspänning. Begreppet används för elektrifierade fordon som exempelvis laddhybrider och elbilar.
Lägre spänningsområden är lågspänning och klenspänning.